# Alone Aboard the Ark
Alone Aboard the Ark — третий студийный альбом британской инди-рок группы The Leisure Society, изданный 16 апреля 2013 года на лейбле Full Time Hobby. Альбом был записан в лондонской студии Konk Рэя Дэвиса, фронтмена группы The Kinks.

## Отзывы
| Совокупная оценка | Совокупная оценка |
| Источник          | Оценка            |
| ----------------- | ----------------- |
| Metacritic        | 66/100            |
| Оценки критиков   |                   |
| Источник          | Оценка            |
| Allmusic          | [ 3 ]             |
| The Independent   | [ 4 ]             |
| MusicOMH          | [ 1 ]             |
| Line of Best Fit  | 7.5/10            |
| This Is Fake DIY  | 7/10              |
| Drowned in Sound  | 6/10              |

Альбом получил положительные отзывы музыкальной критики и интернет-изданий. Alone Aboard the Ark получил оценку 66 из 100 на агрегаторе рецензий Metacritic, основанную на отзывах критиков, что свидетельствует о «в целом благоприятном» приёме.
В издании Line of Best Fit отметили в рецензии, что «Alone Aboard the Ark — это альбом, который продвигает The Leisure Society вперёд, наружу и вверх, как группу, которая продолжает расти в своей истории». В британской газете The Independent написали, что «К нежному фолку их ранних работ добавилась жёсткость, которая заставляет брайтонскую шестёрку двигаться в направлении Blur».

## Список композиций
| №   | Название                              | Длительность |
| --- | ------------------------------------- | ------------ |
| 1.  | «Another Sunday Psalm»                | 3:08         |
| 2.  | «A Softer Voice Takes Longer Hearing» | 4:45         |
| 3.  | «Fight For Everyone»                  | 3:48         |
| 4.  | «Tearing the Arches Down»             | 3:02         |
| 5.  | «The Sober Scent of Paper»            | 3:37         |
| 6.  | «All I Have Seen»                     | 4:32         |
| 7.  | «Everyone Understands»                | 3:06         |
| 8.  | «Life is a Cabriolet»                 | 2:26         |
| 9.  | «One Man and His Fug»                 | 3:38         |
| 10. | «Forever Shall We Wait»               | 3:16         |
| 11. | «We Go Together»                      | 6:28         |
| 12. | «The Last In a Long Line»             | 2:26         |